# Ospedale San Paolo (Milano)
L'Ospedale San Paolo è un ospedale di Milano, che dal 1º gennaio 2016 è amministrativamente compreso nell'ASST Santi Paolo e Carlo, assieme all'Ospedale San Carlo Borromeo di Milano.

## Storia
Venne costruito nel quartiere Barona tra il 1964 e il 1978 su progetto dell'architetto Carlo Casati, con l'obiettivo di avere 650 posti letto, ampliabili sino a 1.200 in caso di necessità. Dal 1987 è anche sede di un polo universitario.

## Struttura
L'ingresso principale dell'Ospedale San Paolo è sito in via Antonio di Rudinì mentre l'accesso al pronto soccorso avviene da via San Vigilio. Per quanto riguarda il Corso di Laurea in Infermieristica è presente un accesso indipendente da via Ovada.
L'ospedale è denominato anche "polo universitario" in quanto ospita al suo interno una delle sezioni distaccate della Facoltà di Medicina e Chirurgia dell'Università degli Studi di Milano, inoltre, nella palazzina con ingresso da via Ovada, ospita la sezione del Corso di Laurea in Infermieristica e Fisioterapia, mentre nel distaccamento di via Beldiletto 1, dove ha sede la Clinica Odontoiatrica con le sue tre unità operative, ospita la sede dei corsi di laurea in Odontoiatria e Protesi Dentaria e di Igiene Dentale.
L'ospedale si presenta diviso in diversi blocchi, la struttura principale assume la forma di lettera H e si divide in tre blocchi:
- Blocco A: dall'ingresso principale si trova sulla sinistra e ospita reparti di degenza.
- Blocco B: dall'ingresso principale si trova sulla destra e ospita altri reparti di degenza.
- Blocco C: si trova nel blocco centrale ed ospita gli uffici amministrativi e l'università.

Inoltre è presente un blocco interrato rispetto al blocco A, denominato blocco D, che ospita i poliambulatori, la medicina nucleare e la diagnostica radiografica. Più a sinistra rispetto al blocco A, allo stesso livello del blocco D, troviamo la nuova farmacia e staccata verso la via Ovada, la palazzina convitto. È inoltre presente una struttura, con ingresso da via Beldiletto, dedicata alla odontostomatologia.

### I reparti di degenza
I reparti di degenza sono:

Blocco A:
- Psichiatria (S.P.D.C.) (9º piano)
- Urologia e Oncologia (8º piano)
- Neuropsichiatria infantile e Dermatologia (7º piano)
- Ortopedia e riabilitazione (6º piano)
- Pediatria e Patologia Neonatale (5º piano)
- Medicina II e Progetto DAMA (4º piano)
- Medicina III e Medicina VI DH (3º piano)
- Malattie Infettive (2º piano)
- Medicina I (1º piano)
- Ambulatori di ginecologia (piano R)
- Ostetricia/ Sale Parto/ Ginecologia degenza (piano 0)
- Medicina 5 Protetta (piano -1)
- Medicina Nucleare (piano -2)

Blocco B:
- Centro Regionale per l'Epilessia (C.R.E.), Smile house per la cura di labiopalatoschisi e malformazioni facciali e ambulatori otorino(9º piano)
- Chirurgia Maxillo Facciale (8º piano)
- Chirurgia I (7º piano)
- Chirurgia II (6º piano)
- Oculistica (5º piano)
- Cardiologia e Unità Coronarica (U.T.I.C) (4º piano)
- Chirurgia III e Otorino (3º piano)
- Nefrologia e dialisi (2º piano)
- Oncologia DH (1º piano)
- Uffici amministrativi (piano R)
- Pronto soccorso e Area di Osservazione (D.E.A.) (piano 0)
- Terapia Intensiva/Rianimazione (piano -1)

Blocco D:
- Casse prenotazioni, poliambulatori e centro prelievi (Piano S)
- Radiologia, Medicina Nucleare, Ambulatori di Pneumologia e Centro Trasfusionale (Piano I)